# The Chantays
The Chantays, surfrockband bildat år 1962 i Santa Ana, Kalifornien, USA. Gruppen bestod i sin första uppsättning av Bob Spickard (gitarr), Brian Carmen (gitarr), Warren Waters (bas), Rob Marshall (piano), och Bob Welch (trummor, ej samma person som spelade i Fleetwood Mac).
Gruppen fick en riktigt stor hit 1963 med "Pipeline", en av de kändaste surflåtarna. Låten nådde fjärdeplatsen på Billboardlistan i USA och sextonde plats på UK Singles Chart. Låten har senare funnits med i filmer, till exempel De 12 apornas armé, och den är upptagen i Rock and Roll Hall of Fames lista "500 låtar som skapade rock'n'roll". Ingen av gruppens efterföljande singlar blev kommersiellt framgångsrika. Brian Carman som skrev "Pipeline" tillsammans med Bob Spickard avled 1 mars 2015 i sitt hem i en ålder av 69 år.
Gruppen är fortfarande aktiv i mindre skala med två originalmedlemmar, Bob Spickard och Bob Welch.

## Diskografi (urval)
Studioalbum
- Pipeline (1963)
- Two Sides of The Chantays (1964)
- Next Set (1994)
- Waiting for the Tide (1997)

Singlar
- "Pipeline" / "Move It" (1962)
- "Monsoon" / "Scotch Highs" (1963)
- "Space Probe" / "Continental Missile" (1963)
- "Only If You Care" / "Love Can Be Cruel" (1964)
- "Beyond" / "I'll Be Back Someday" (1964)
- "Greenz" / "Three Coins In A Fountain" (1965)
- "Fear Of The Rain" / "So Be On Your Way" (1965)